# 安德鲁·贝利 (1984年)
安德魯·斯科特·貝利（英語：Andrew Scott Bailey；1984年5月31日—），美國職棒大聯盟教練，目前是舊金山巨人隊的首席投手教練。球員時期是一名終結者。他是2006年選秀第6輪的選手（奧克蘭運動家），2009年初登場，獲得當年的美國聯盟最佳新人獎，也同時入選全明星隊，屬於出道即一鳴驚人的球員。

## 生平

### 早年
出生於美國新澤西州康登縣，曾在2005年大聯盟選秀大會被密爾瓦基釀酒人隊選中（第16輪），但並未選擇簽約，而是回到學校完成學業，亦成功取得商管學位畢業。

### 球員生涯
奧克蘭運動家
從瓦格纳学院畢業後，貝利投入2006年選秀，被奧克蘭運動家隊選中（第6輪）。他從2A的中土市愛石者隊起步，2008年他還參加了亞利桑那秋季聯盟。2009年，運動家隊將貝利列入開季廿五人名單，他在4月6日的賽事中登場，這是他的大聯盟首秀。面對洛杉磯天使隊，繳出1局無失分的表現。5月8日在對多倫多藍鳥隊的比賽中，貝利拿到生涯第一次救援成功。由於出色的表現，貝利開始成為球隊的終結者，還入選了該賽季的全明星賽，他也是唯一一位入選的運動家隊球員。這個賽季他一共26次救援成功（防禦率1.84，每局被上壘率0.876），是運動家隊隊史新人救援紀錄新高，並獲得美國聯盟年度最佳新人獎肯定。2010年球季，再次獲選參與全明星賽，這年他亦有25次救援的成績（防禦率1.47，每局被上壘率0.959）。
2011年球季的狀態略降（防禦率3.24），但仍拿下24次救援。
波士頓紅襪
2011年12月28日，被交易至波士頓紅襪隊。2012年4月4日，球隊宣布貝利將進行右手拇指手術，預計在明星賽前都無法出賽，紅襪總教練巴比·瓦倫泰也表示球團不會在貝利完全恢復前就讓他上場。他在8月14日重回大聯盟投手丘，該年僅投15.1局（防禦率7.04，每局被上壘率1.89）。
2013年球季預計擔任中繼角色，不過在喬爾·漢拉恩傷退之後，貝利重拾了第9局的投球任務。出賽30場，拿下8次救援成功之後，再次遭逢肩傷（右肩韌帶、關節唇）。貝利在7月24日接受手術治療，球季告終。季後成為自由球員。
紐約洋基
2014年2月22日，紐約洋基隊與貝利簽下小聯盟約。若他成功登上大聯盟，還有2,500,000美元的激勵獎金。不過由於傷勢過於嚴重，這年貝利未能登上大聯盟賽場。11月7日，再次與洋基隊簽約。
2015年9月1日，順應球隊擴編，重回大聯盟名單。9月2日登板主投第7局，對手是紅襪隊，這是他睽違二年的大聯盟出場。最終他在2015年出賽10場，留下5.19防禦率，季後再次成為自由球員。
費城費城人
2015年12月，貝利與費城費城人隊簽下小聯盟合約，並接受邀請春訓。費城人在8月2日將貝利列入指定轉讓，6日將他釋出。
洛杉磯天使
離開費城人之後，轉而於8月13日同洛杉磯安那罕天使隊簽約（小聯盟約）。他在八月底再次登上大聯盟，為天使出賽12場，表現回春（6次救援，防禦率2.38，每局被上壘率0.971）。11月9日，與天使隊達成一年合約協議，年薪1,000,000美元。
2017年球季，再次遭逢肩部傷勢，僅出賽4場。
2018年2月26日，宣布退休，轉任天使隊教練助理。

### 執教
2019年球季，擔任天使隊牛棚教練。
2020年球季季前，受雇於舊金山巨人隊，擔任投手部門的首席教練。

## 生涯成績
| 年度     | 球隊           | 勝場 | 敗場 | 防禦率 | 場次 | 先發 | 完投 | 完封 | 中繼 | 救援 | 局數  | 被安打 | 被全壘打 | 四壞 | 奪三振 | WHIP |
| 2009     | 奧克蘭運動家隊 | 6    | 3    | 1.84   | 68   | 0    | 0    | 0    | 2    | 26   | 83.1  | 49     | 5        | 24   | 91     | 0.88 |
| 2010     | 奧克蘭運動家隊 | 1    | 3    | 1.47   | 47   | 0    | 0    | 0    | 0    | 25   | 49.0  | 34     | 3        | 13   | 42     | 0.96 |
| 2011     | 奧克蘭運動家隊 | 0    | 4    | 3.24   | 42   | 0    | 0    | 0    | 1    | 24   | 41.2  | 34     | 3        | 12   | 41     | 1.10 |
| 2012     | 波士頓紅襪隊   | 1    | 1    | 7.04   | 19   | 0    | 0    | 0    | 1    | 6    | 15.1  | 21     | 2        | 8    | 14     | 1.89 |
| 2013     | 波士頓紅襪隊   | 3    | 1    | 3.77   | 30   | 0    | 0    | 0    | 8    | 8    | 28.2  | 23     | 7        | 12   | 39     | 1.22 |
| 2015     | 紐約洋基隊     | 0    | 1    | 5.19   | 10   | 0    | 0    | 0    | 0    | 0    | 8.2   | 9      | 2        | 5    | 6      | 1.61 |
| 2016     | 費城費城人隊   | 3    | 1    | 6.40   | 33   | 0    | 0    | 0    | 4    | 0    | 32.1  | 32     | 6        | 15   | 33     | 1.45 |
| 2016     | 洛杉磯天使隊   | 0    | 0    | 2.38   | 12   | 0    | 0    | 0    | 0    | 6    | 11.1  | 9      | 1        | 2    | 8      | 0.97 |
| 2016     | 年度小計       | 3    | 1    | 5.36   | 45   | 0    | 0    | 0    | 4    | 6    | 43.2  | 41     | 7        | 17   | 41     | 1.33 |
| 2017     | 洛杉磯天使隊   | 2    | 0    | 0.00   | 4    | 0    | 0    | 0    | 0    | 0    | 4.0   | 1      | 0        | 0    | 2      | 0.25 |
| 生涯合計 | 生涯合計       | 16   | 14   | 3.12   | 265  | 0    | 0    | 0    | 16   | 95   | 274.1 | 212    | 29       | 91   | 276    | 1.10 |

## 獲獎與榮譽
- 瓦格納學院退休背號（第17號）[18][19]

## 個人生活
貝利是非營利組織「三振基金會」（Strike 3 Foundation）的發展部門主任。該組織由投手克雷格·布雷斯洛（波士頓時期隊友）所創設，致力於兒童癌症的研究。

## 外部鏈接
- 球員資訊和成績在MLB ，ESPN ，Retrosheet ，Baseball Reference ，Baseball Reference (Minors) ，Fangraphs ，The Baseball Cube （英文）
- 安德鲁·贝利的X（前Twitter）